# اودا ماریا هوو بوگستاد
اودا ماریا هوو بوگستاد (انگلیسی: Oda Maria Hove Bogstad؛ زادهٔ ۲۴ آوریل ۱۹۹۶) بازیکن فوتبال اهل نروژ است.
وی همچنین در تیم‌های ملی فوتبال زنان نروژ بازی کرده‌است.